# احمد خان (کارگردان)
احمد خان (انگلیسی: Ahmed Khan؛ زادهٔ ۳ ژوئن ۱۹۷۴) طراح رقص، کارگردان فیلم، بازیگر، تهیه‌کننده فیلم و فیلم‌نامه‌نویس اهل هند است.

## فیلم‌شناسی
فیلم
| سال  | فیلم                   | کارگردان     | نقش                       | زبان    |
| ---- | ---------------------- | ------------ | ------------------------- | ------- |
| ۱۹۸۷ | آقای هند               | Shekar Kapur | بازیگر کودک               | هندی    |
| ۱۹۹۹ | سروزیر                 | S.Shankar    | Special appearance (song) | تامیلی  |
| ۱۹۹۹ | Oke Okkadu             | S.Shankar    | Special appearance (song) | تلوگویی |
| ۲۰۰۱ | نایاک: قهرمان واقعی    | S.Shankar    | Special appearance (song) | هندی    |
| ۲۰۰۴ | سبهاس چاندرا بوس       |              | هندی                      |         |
| ۲۰۰۴ | خط ممنوع سرنوشت        | خودش         |                           | هندی    |
| ۲۰۰۷ | آخر حماقت              | خودش         |                           | هندی    |
| ۲۰۱۵ | لیلا یک معما           | Bobby Khan   | تهیه‌کننده                 | هندی    |
| ۲۰۱۸ | شورشی ۲                | خودش         |                           | هندی    |
| ۲۰۲۰ | شورشی ۳                | خودش         |                           | هندی    |
| ۲۰۲۱ | Om - The Battle Within |              | تهیه‌کننده                 | هندی    |
| ۲۰۲۲ | باچان پاندی            |              |                           |         |